# لاک‌پشت ستاره‌دار آفریقایی
لاک‌پشت ستاره‌دار آفریقایی (نام علمی: Geochelone sulcata) نام یک گونه از سرده لاک‌پشت ستاره‌دار است.